# Armilarna sfera
Armilarna sfera (prema lat. armilla: narukvica, obruč) je stara astronomska naprava za mjerenje koordinata nebeskih tijela i za poduku iz astronomije. Smatra se da ju je izumio Hiparh iz Nikeje. Sastavljena je od drvenih ili kovinskih prstenova koji, sa Zemljom u središtu, predočuju najvažnije kružnice ekvatorskoga koordinatnog sustava (na primjer nebeski ekvator i ekliptiku).

## Slike
|                           |                                                                  |                                                           |                                                                               |                                                                               |
| Dijelovi armilarne sfere. | Sferni astrolab nastao u srednjovjekovnoj islamskoj astronomiji. | Armilarna sfera na slici Sandra Botticellija (oko 1480.). | Armilarna sfera napravljena oko 1700. (Muzej znanstvene povijesti u Oxfordu). | Armilarna sfera napravljena oko 1700. (Muzej znanstvene povijesti u Oxfordu). |